# Roccabernarda
Roccabernarda is een gemeente in de Italiaanse provincie Crotone (regio Calabrië) en telt 3363 inwoners (31-12-2004). De oppervlakte bedraagt 65,5 km², de bevolkingsdichtheid is 51,7 inwoners per km².

## Demografie
Roccabernarda telt ongeveer 1211 huishoudens. Het aantal inwoners daalde in de periode 1991-2001 met 12,6% volgens cijfers uit de tienjaarlijkse volkstellingen van ISTAT.
| Jaar | Inwoneraantal |
| ---- | ------------- |
| 1991 | 3874          |
| 2001 | 3385          |

## Geografie
Roccabernarda grenst aan de volgende gemeenten: Caccuri, Cotronei, Cutro, Mesoraca, Petilia Policastro, San Mauro Marchesato, Santa Severina.
Belvedere di Spinello · Caccuri · Carfizzi · Casabona · Castelsilano · Cerenzia · Cirò · Cirò Marina · Cotronei · Crotone · Crucoli · Cutro · Isola di Capo Rizzuto · Melissa · Mesoraca · Pallagorio · Petilia Policastro · Rocca di Neto · Roccabernarda · San Mauro Marchesato · San Nicola dell'Alto · Santa Severina · Savelli · Scandale · Strongoli · Umbriatico · Verzino
1. ↑  https://demo.istat.it/?l=it.